# Akutan Island
Akutan Island ist eine Insel der Fox Islands, einer Inselgruppe in den östlichen Aleuten, Alaska. Die Insel ist etwa 31 km lang, bis zu 24 km breit und hat eine Landfläche von 334,13 km². Sie ist die viertgrößte Insel der Fox Islands und die größte Insel der Krenitzin Islands, einer Untergruppe der Fox Islands. Die Insel ist von 713 Personen besiedelt, die alle in dem Ort Akutan auf der Ostseite der Insel wohnen. Im Südwesten trennt der Akutan Pass die Insel von den Baby Islands, Unalga Island und Unalaska Island; im Nordosten trennt sie die Akun Strait von Akun. Der westliche Teil der Insel wird dominiert vom sehr aktiven Schichtvulkan Mount Akutan, dessen letzte größere Lava-Eruption 1979 stattfand. Im Hot Springs Bay Valley gibt es heiße Quellen und Fumarole.
P. K. Krenizyn und M. D. Lewaschow berichteten 1768, dass Akutan ein Name aus der Aleuten-Sprache Unangan Tunuu sein könnte und vom Wort „hakuta“ abstammen könnte, das gemäß R. H. Geoghegan „Ich machte einen Fehler“ bedeutet.